# Kornicker Glacier
Kornicker Glacier är en glaciär i Antarktis. Den ligger i Västantarktis. Chile gör anspråk på området. Kornicker Glacier ligger 1 215 meter över havet.
Terrängen runt Kornicker Glacier är mycket bergig. Trakten är obefolkad. Det finns inga samhällen i närheten. 